# Ариран (фильм, 2011)
Ариран (Arirang) — фильм южнокорейского режиссёра Ким Ки Дука 2011 года. Считается, что данным фильмом режиссёр переживал определённые сложные события в своей жизни (на съёмках фильма чуть было не погибла актриса, а также обвинения в жестоком отношении и сексуальном насилии от актрис). Данный фильм — документальный. Режиссёр снимал свою жизнь в палатке, с кошкой и печкой.
Режиссёр не побоялся показать себя в неожиданном свете — пьяные глаза, грязные пятки и надрывные песни в кадре. Фильм удостоился награды Каннского кинофестиваля «Особый взгляд».
Ариран — одна из наиболее известных народных песен в Корее (как Северной, так и Южной), которая считается неофициальным гимном Кореи. Существует 3,600 вариаций 60-ти версий песни. У слова «ариран» нет точного перевода с корейского языка. В 2012 году ЮНЕСКО включило песню в Список нематериального культурного наследия человечества (Южная Корея подала заявку в 2012, Северная — в 2014).